# Eve's Secret
Eve's Secret é um filme mudo do gênero comédia romântica produzido nos Estados Unidos e lançado em 1925.